# Hotell Pallas

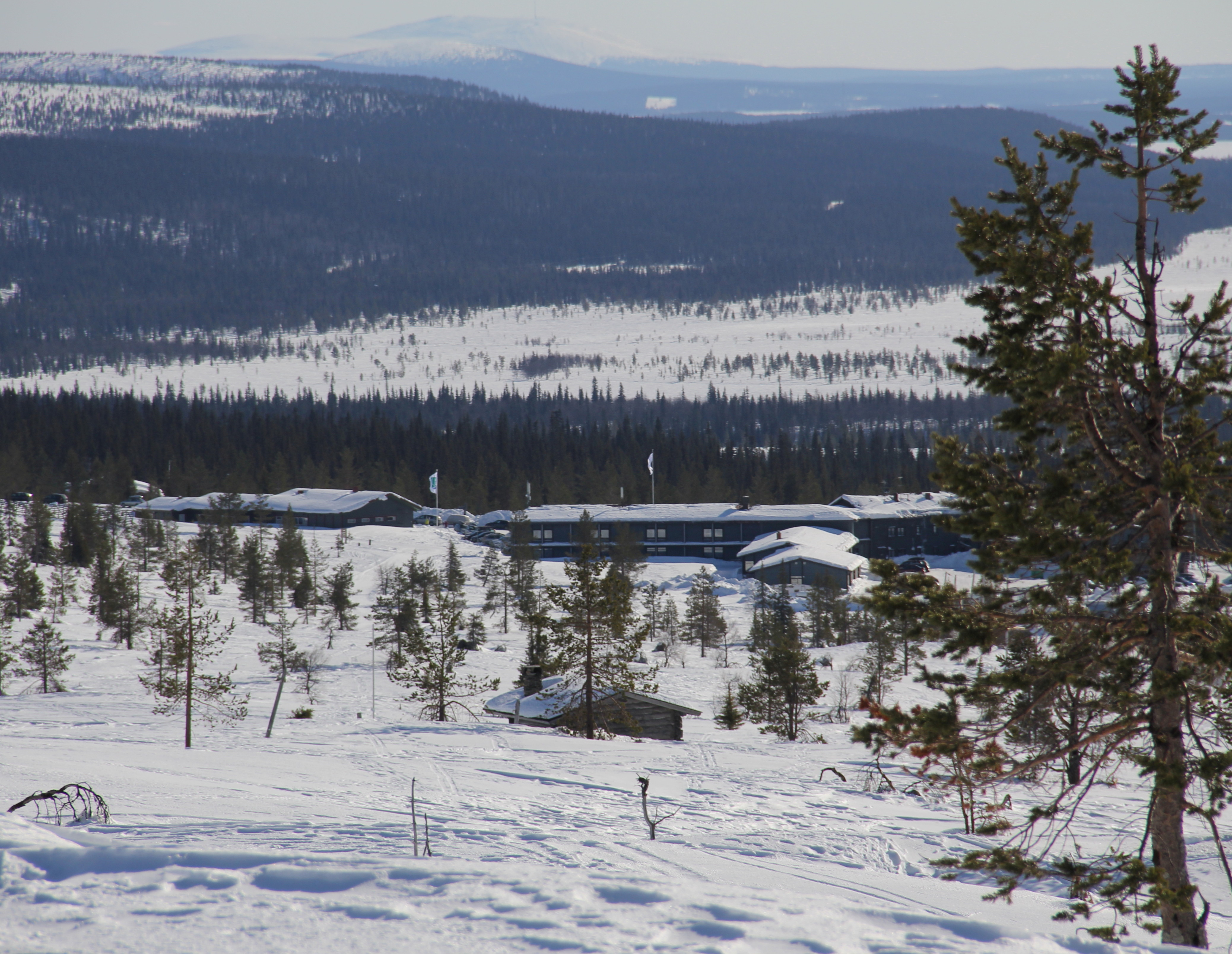
Pallastunturis besökscentrum till vänster och Hotell Pallas till höger, med Yllästunturi i bakgrunden.

Hotell Pallas ligger i Pallastunturiområdet i Muonio kommun. 
Hotell Pallas ritades av Jouko Ylihannu och uppfördes 1948 för att ersätta ett tidigare turisthotell från 1938, som bränts ned av tyska armén vid dess återtåg från Lappland i oktober 1944.
Den ursprungliga byggnaden är en timmerstuga i nationalromantisk stil. Hotellanläggningen ingår idag i hotellkedjan Lapland Hotels.
Vid hotellet ligger Pallastunturis besökscentrum i Forststyrelsens regi.

## Bildgalleri

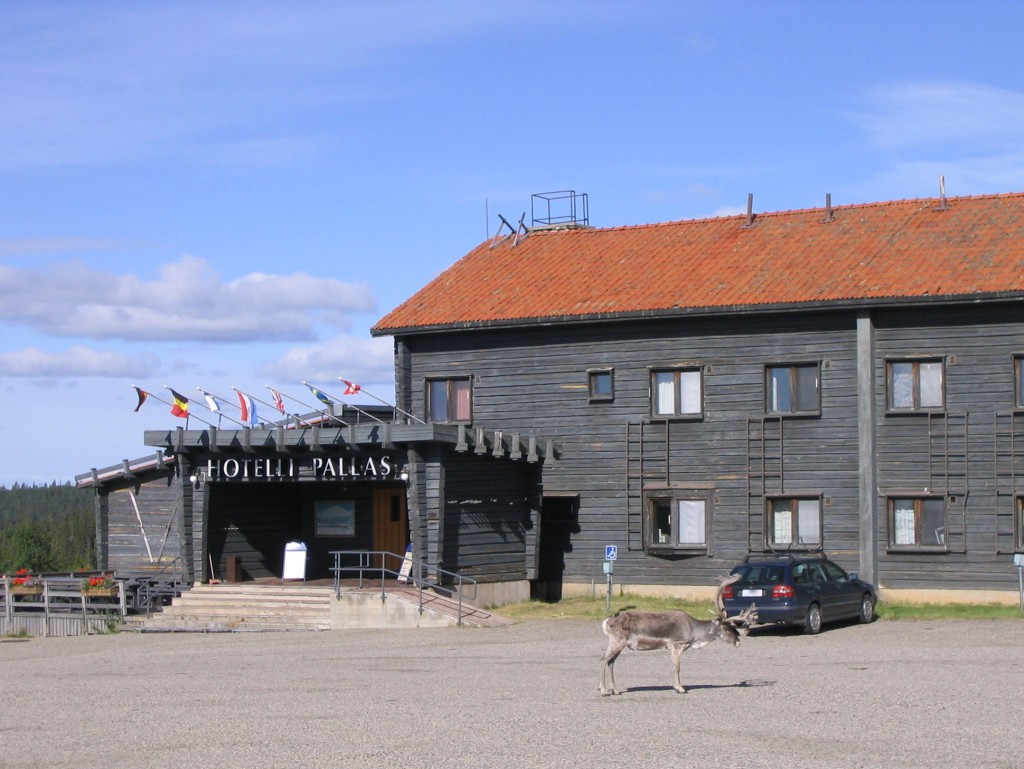
Hotellets entré
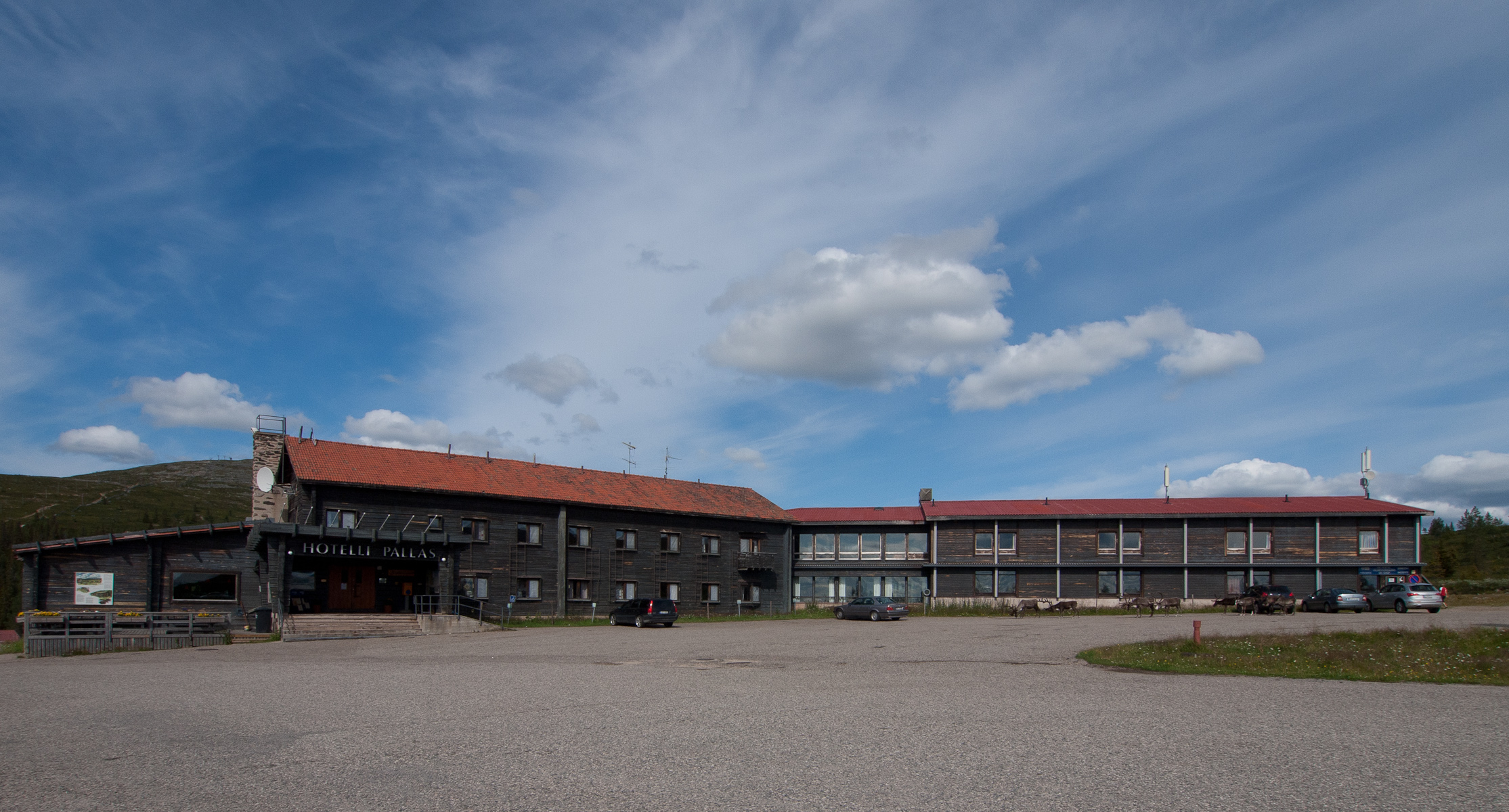
Hotell Pallas huvudbyggnad
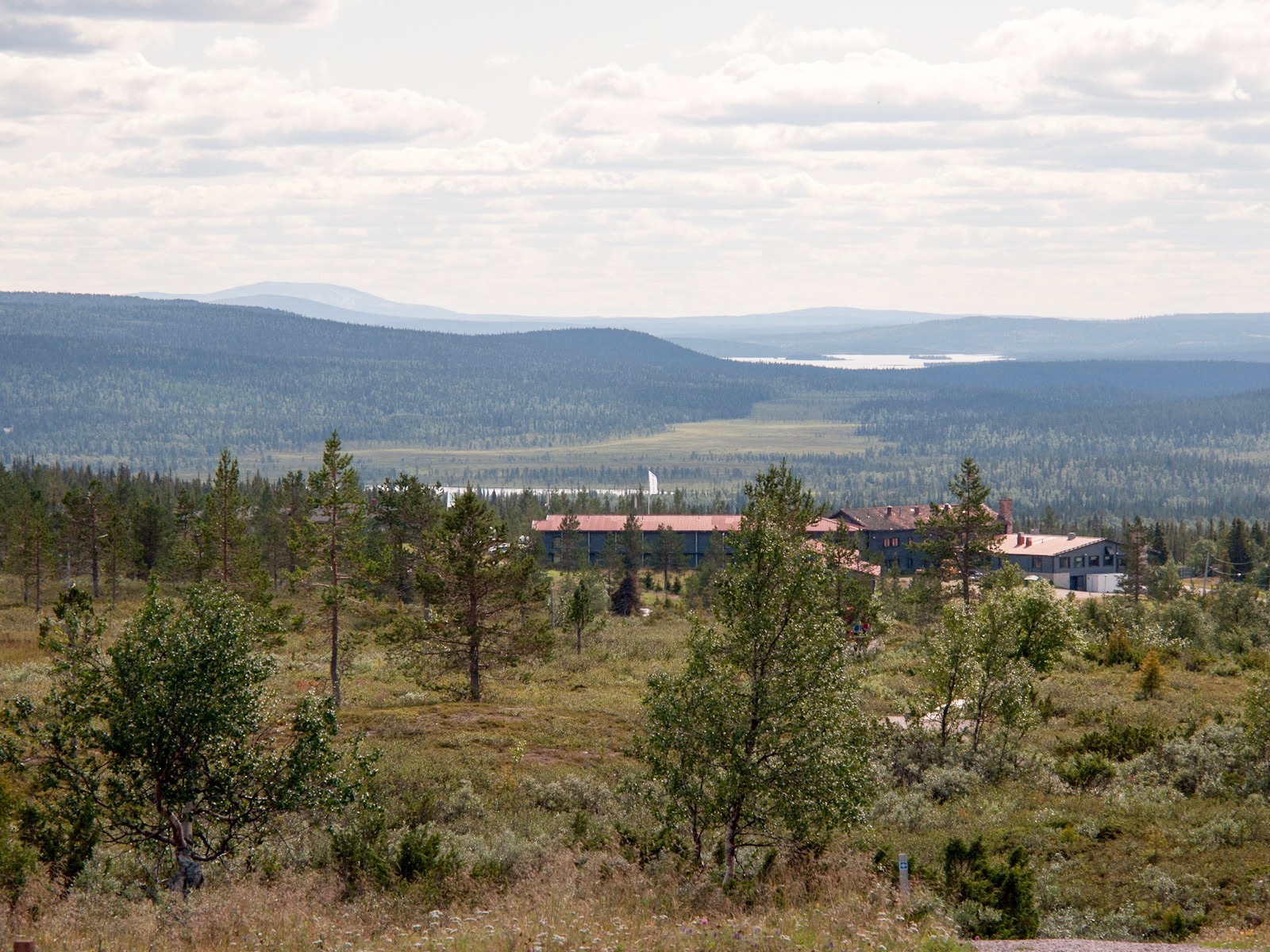
Vy söderut